# Guerre de Saint-Sabas
Guerre de Saint-Sabas
Batailles
Bataille de Settepozzi
La guerre de Saint-Sabas (1256-1270) constitua un épisode dans la lutte que se livrèrent Gênes et Venise pour la suprématie maritime en Méditerranée. Elle eut pour origine une dispute concernant une propriété d’Acre appartenant au monastère de Mar Saba réclamée par les deux puissances. Venise reçut l’appui de Pise, des Templiers, des chevaliers teutoniques, de la plupart des Ibelin et des Provençaux alors que les Génois recevaient celui des Hospitaliers, des marchands catalans et de deux importants Ibelin : Jean d'Arsouf et Philippe de Montfort. La guerre se déroula sans relâche jusqu’en 1258, puis sporadiquement jusque vers la fin du royaume, impliquant même, dans les années 1260, l’empire de Nicée. Elle eut pour conséquence un déclin de la noblesse de Terre sainte, l’affaiblissement de Saint-Jean-d'Acre comme port et centre commercial important et rendit impossible toute planification unifiée d’une croisade maritime pour assurer la survie du royaume de Jérusalem.

## Toile de fond

Les États croisés en 1240.

Au XIIe siècle, Pise était la ville italienne qui s’était le plus engagée en Terre sainte. Les choses changèrent au début du XIIIe siècle lorsque, à partir de sa base de Tyr, Venise accrut sa présence dans la région. Dans les années 1250, ce fut au tour de Gênes d’entrer dans la course en tentant de mettre fin à la domination vénitienne sur la Méditerranée de l’Égypte à la mer Noire.
La guerre commença lorsque les Vénitiens furent évincés de Tyr en 1256. Elle se développa au sujet de propriétés situées à Acre appartenant au monastère de Saint-Sabas, et revendiquées à la fois par Gênes et Venise. Au début, Gênes eut l’avantage, mais ses premiers succès furent brutalement arrêtés lorsque la république de Pise, un allié d’antan, signa un traité d’alliance militaire de dix ans avec Venise,.

## La guerre
En 1257, un amiral vénitien, Lorenzo Tiepolo, réussit à briser la chaine fermant le port d’Acre et détruisit plusieurs navires génois, conquit les propriétés en litige et détruisit les fortifications de Saint-Sabas. Toutefois, et en dépit de ses machines de siège, il ne put expulser les Génois de leur quartier de la ville ; ceux-ci étaient forts de 800 hommes et munis de 50 à 60 balistes,.
Les arbalétriers génois dont la réputation n’était plus à faire prirent une part active au combat : la vie du comte de Jaffa ne fut sauvée que par le geste chevaleresque d’un consul génois qui interdit à ses hommes de viser le comte du haut des remparts. Le blocus du port dura de douze à quatorze mois, mais parce que le quartier général des Hospitaliers était situé près de celui des Génois, ces derniers n’eurent guère de difficulté à s'approvisionner, pouvant recevoir ce dont ils avaient besoin de Tyr où régnait Philippe de Montfort.
Au mois d’août 1257, le régent du royaume, Jean d'Arsouf, qui avait tenté d’agir à titre de médiateur, conclut un traité avec la ville d’Ancône laquelle, en contrepartie de droits de commerce à Acre, s’engageait à fournir cinquante hommes d’arme pour une période de deux ans. Bien qu’Ancône ait été une alliée de Gênes et qu’en agissant ainsi Jean cherchait à inciter les feudataires à appuyer Gênes contre Venise, ses plans devaient ultimement se retourner contre lui ; Jean de Jaffa et Jean II de Beyrouth réussirent à manipuler les lois qui régissaient la régence de façon à amener les feudataires du royaume de Jérusalem à appuyer plutôt Venise. Il avait en cela le soutien de la reine Plaisance de Chypre (fille de Bohémond V d’Antioche et veuve d’Henri Ier de Chypre), de Bohémond VI d'Antioche et des Templiers. Philippe de Montfort, fournisseur des Génois d’Acre, restait ainsi un de leurs seuls alliés.
Philippe était campé à un peu plus d’un kilomètre d’Acre, dans un endroit appelé la « Vigne Neuve » avec 80 cavaliers et 300 archers de son fief. Tel que prévu, il marcha en juin sur Acre où il se joignit à un groupe d’Hospitaliers, pendant que les Génois attaquaient la ville par mer. La flotte génoise qui comptait quarante-huit galères et quatre navires munis d’engin de siège commandée par Rosso della Turca fut rapidement défaite par les Vénitiens, les Génois perdant vingt-quatre navires et mille sept cents hommes. Ils durent abandonner leur quartier pour se retirer à Tyr chez Philippe de Montfort en juin 1258,. Une paix fut négociée par le pape Alexandre IV en avril 1259 mais le légat ne parvint pas à en faire appliquer les clauses aux Vénitiens d'Acre. Le conflit s’apaisa toutefois et en 1261 une paix fragile s’installa même si les Génois demeuraient expulsés d’Acre. Le pape Urbain IV, qui craignait les conséquences d’une telle guerre en cas d’attaque des Mongols (menace qui ne devait pas se matérialiser) convoqua un concile pour tenter de remettre de l’ordre dans le royaume après cinq ans de guerre.
Les Génois approchèrent Michel VIII Paléologue, alors en guerre contre l'empereur latin Baudouin II de Courtenay, le prince d'Achaïe Guillaume de Villehardouin et le despote d’Épire Michel II Doukas. L'empereur de Nicée avait besoin d’une flotte pour conquérir Constantinople. À la suite du traité de Nymphaeon, en 1251 Gênes mit à la disposition de l’empereur une flotte d’une cinquantaine de navires pour combattre les Vénitiens, obtenue en contrepartie d’une franchise douanière quasi-totale pour les Génois sur les terres de l’empire et le droit de s’installer dans les quartiers commerciaux où habitaient jusqu'alors les Vénitiens.

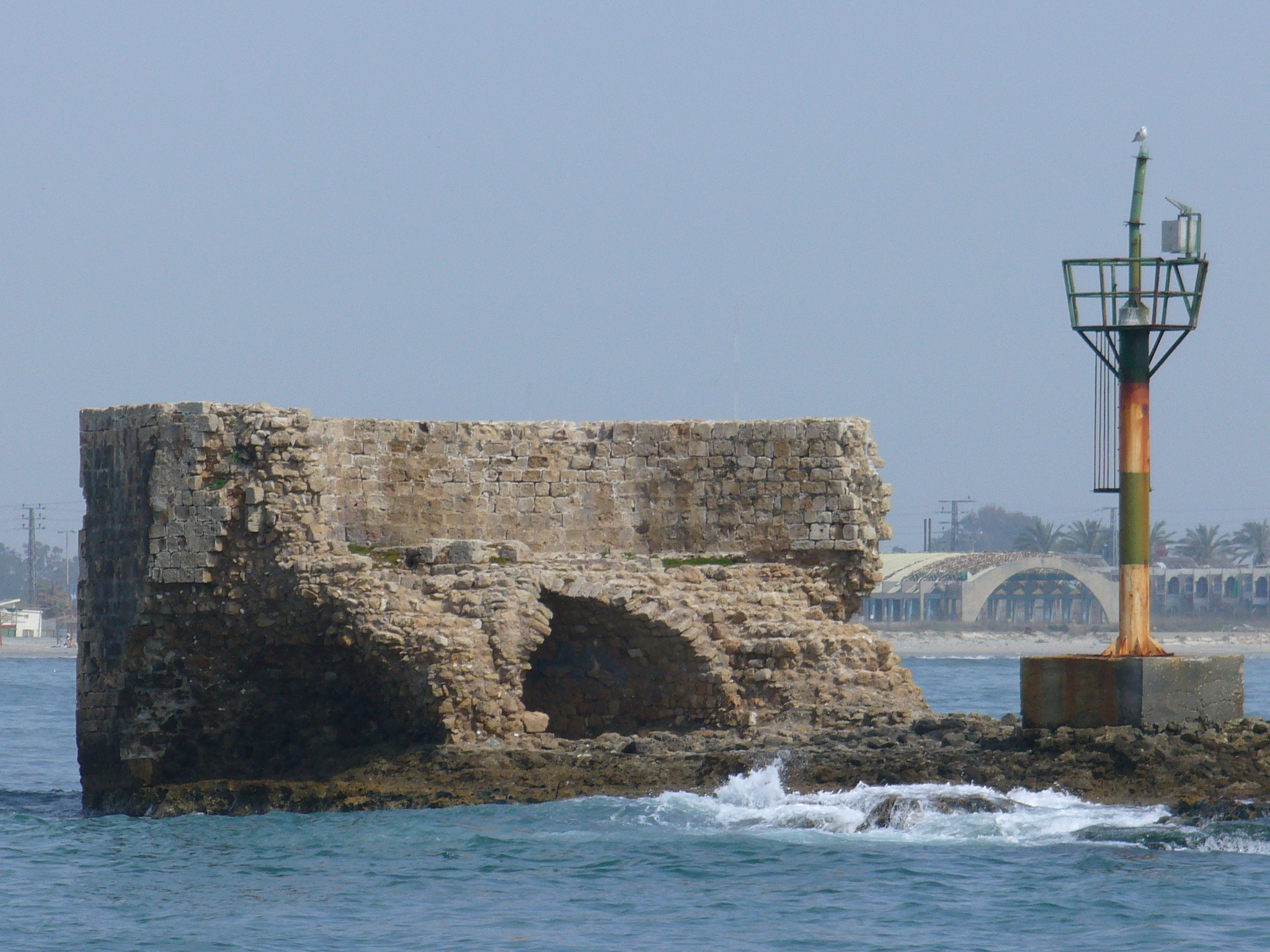
L’île des Mouches, Acre.

Les escarmouches se multiplièrent tout au long des années 1260, les deux côtés employant des soldats musulmans, principalement turcoples, contre leurs adversaires chrétiens . Les Vénitiens tentèrent à nouveau d’assiéger Tyr en 1264, mais durent se retirer lorsque Tyr reçut des secours. En 1267, les Génois firent alliance avec Baybars qui en s’emparant de la forteresse des Templiers de Safed (25 juillet 1266) commençait la destruction systématique du royaume de Jérusalem. Celui-ci devait fournir des troupes en vue d’une expédition contre Acre, mais la flottille promise par les Génois ne se matérialisa pas. En 1267, Gênes parvint à s’emparer de la Tour des Mouches assiégeant le port d’Acre pendant douze jours avant d’être évincée par une flottille vénitienne. Un accord définitif fut conclu en 1270 grâce à la médiation de Louis IX, mais les Vénitiens ne purent retourner à Tyr qu’en 1277 et ce n’est qu’en 1288 qu’un traité intervint entre Venise et Gênes par lequel les Génois purent reprendre possession de leur quartier d’Acre.

## Conséquences de la guerre
La guerre perpétuelle que se livraient Gênes et Venise eut un impact négatif sur la capacité du royaume de Jérusalem de faire face aux menaces extérieures qui mettaient en danger son existence même. Sauf pour les édifices religieux, la plupart des édifices fortifiés ou servant à la défense d’Acre furent détruits à un moment ou à un autre. Pour cette fois les Templiers s'opposèrent aux Hospitaliers. Et si l’on en croit la version « Rothelin » de la continuation de l’Histoire de Guillaume de Tyr, quelque 20 000 hommes auraient perdu la vie en raison de cette guerre. Même si l’on tient compte de l’exagération commune aux historiens de l’époque, il s’agit d’un nombre énorme si l’on considère la pénurie de soldats à laquelle durent toujours faire face les États latins.
Cette défaite pouvait à juste titre être interprétée comme une conséquence de la division des chrétiens.